# ضاية رومي
ضاية الرومي تتواجد على بعد 15 كلم من مدينة الخميسات.

## الموقع الجغرافي

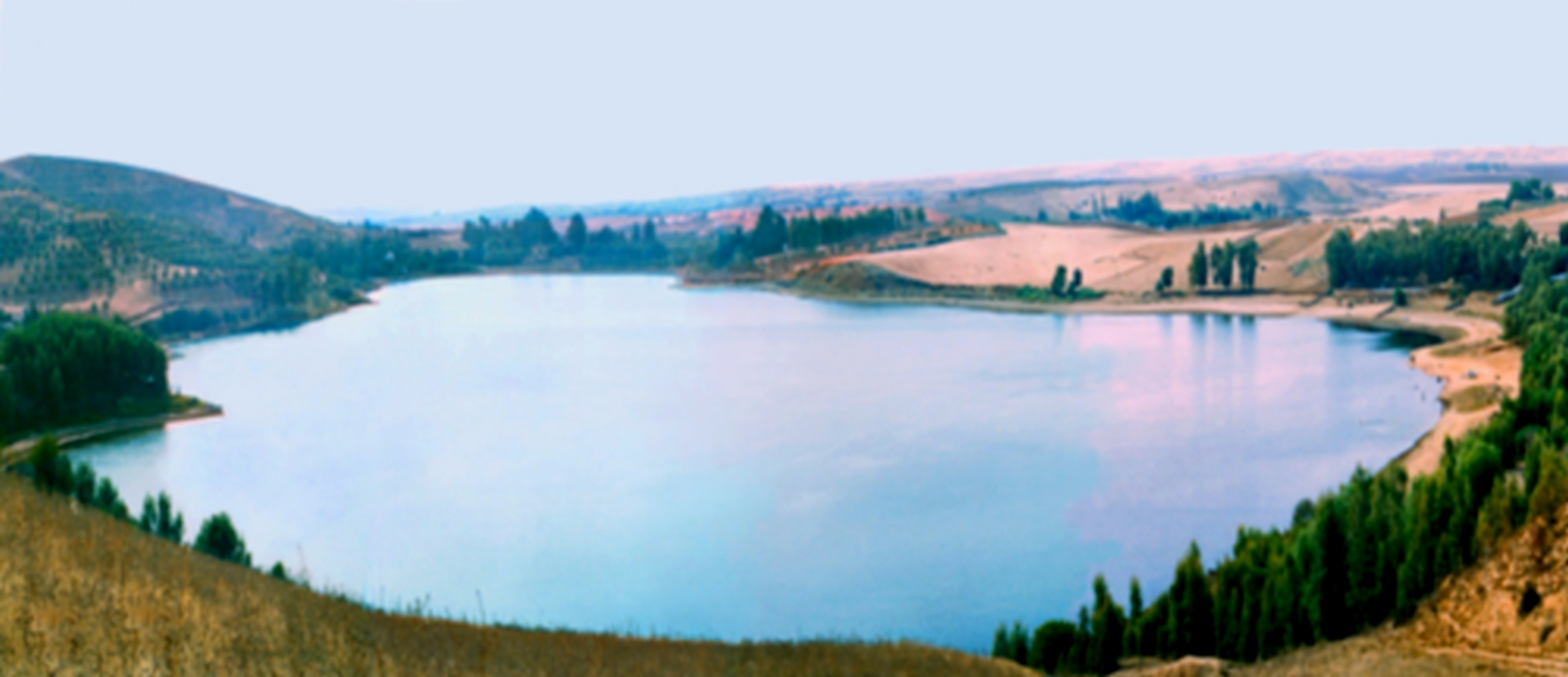

يحدها كل من:
- شمالا: مدينة تيفلت
- جنوبا : مدينة ولماس
- شرقا :مدينة الخميسات
- غربا : بلدة المعازيز

## لمحة عن ضاية رومي
يعتبر منتجع ضاية رومي من بين المناطق الرطبة القليلة بالمملكة، وهو عبارة عن بحيرة طبيعية ظلت صامدة في وجه الزمن نظرا لتوالي سنوات الجفاف من جهة ونظرا لتدخل يد الإنسان لقهر الطبيعة الجميلة المحيطة بهذه البحيرة من جهة أخرى ففي غياب حراسة دائمة ومستمرة يصعب التغلب على كل مظاهر التلوث من غسل السيارات والملابس و الصوف إلى الرعي الجائر، ناهيك عن استغلال مياه البحيرة التي نسخت حولها الأساطير وأصبحت تشكل ذاكرة لإقليم الخميسات، فضاية رومي عند البعض منتجع جميل وعند البعض الآخر حاملة بيئية وكل هذا يغري أصحاب الفضول العلمي بالبحث والتنقيب لإلقاء الضوء على هذا المكان الطبيعي، لكنهم يفتقرون للمعلومات الكفيلة بجعلهم قادرين على إنجاز هذه البحوث بكل دقة.